# Paepalanthus klotzschianus
Paepalanthus klotzschianus là một loài thực vật có hoa trong họ Eriocaulaceae. Loài này được Körn. mô tả khoa học đầu tiên năm 1863.